# 프랑시스카 갈

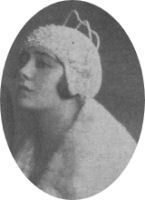

프랑시스카 갈(Franciska Gaal, 1901년 2월 1일 ~ 1972년 8월 13일)은 헝가리의 연극 배우, 영화배우이다.
부다페스트에서 태어났으며 뉴욕에서 사망하였다.

## 영화
- 파리 허니문 (1939년)
- 해적 (1938년)
- 캐서린 더 라스트 (1935년)
- 작은 엄마 (1935년)
- 피터 (1934년)